# Penisben
| Penisben (os penis, os priapi, baculum) |
| --- |
| En meter långa penisben från valrossar. - Betydelse – ben inuti penis - Förekomst – insektsätare, fladdermöss, gnagare, rovdjur och vissa primater - Möjligt syfte – konkurrensfördel hos arter med långvarigt penetrativt sex eller hårdare parningskonkurrens |

Penisben (os penis; os priapi), också kallat baculum, är ett heterotropiskt skelettelement. Detta innebär att det är ett fritt ben som inte hänger samman med det övriga skelettet. Benet förekommer hos många däggjur (dock ej människor) och kan vara kopplat till mer långvarigt penetrativt sex och/eller hårdare parningskonkurrens. 

## Biologi
Penisbenet är olika långt, beroende på art. Längden varierar mellan uppemot en meter hos valrossar till endast någon millimeter. Längen är 8 mm hos bonobo. Valrossens penis motsvarar en sjättedel av djurets totala kroppslängd, medan ringsvanslemurens centimeterlånga penisben är en fyrtiondel av kroppslängden.
Benet är ett friliggande – heterotropiskt – skelettelement, det vill säga att inte är sammankopplat med det övriga skelettet. Hos arterna där den finns, är den en fri del längst ut på penisen. Utseendet varierar från en nållik ryggrad i penisens längdriktning till en gaffelliknande skelettel. Penisbenet tros också bidra till att hålla urinröret öppet under penetrationen, vilket underlättar den slutliga utlösningen. 

## Förekomst och utveckling
Penisbenet förekommer hos hanar bland alla insektsätare, fladdermöss, gnagare och rovdjur. Det finns hos vissa primater (inklusive hos halvapor och schimpanser), dock inte hos människor, spökdjur eller spindelapor (Ateles). Hos enstaka individer av människor förekommer en benstruktur längst ut på penisen, men detta är då en abnormitet och inte ett regelmässigt penisben.
Den vida spridningen mellan arter indikerar att detta anatomiska drag kan ha utvecklats tidigt under evolutionen. Andra forskningsrön antyder dock att penisbenet kan ha utvecklats vid flera olika tillfällen.
2016 publicerades resultat av en brittisk vetenskaplig undersökning av penisbenet, baserat på förekomst och arternas inbördes släktskamp – fylogenetik. Man påvisade att penisbenet utvecklades först efter splittringen mellan placentala och icke-placentala däggdjur för 145 miljoner år sedan; däremot framträdde benet innan föregångarna till primater och rovdjur delade upp sig för cirka 85 miljoner år sedan. Därmed står det klart att de senare utvecklade arterna (som människa) måste ha tappat benet under utvecklingens gång.

## Teorier kring benets syfte
Ett antal teorier omkring behovet av ett penisben har framkastats. Hos bland annat katter släpper en hona inte sitt ägg förrän hon parar sig, och penisbenet kan då möjligen tjäna till att provocera fram ägglossning. En annan teori är – vaginalfriktionshypotesen – syftar på att penisbenet underlättar själva penetrationen.
Ytterligare en teori menar att penisbenet hjälper till att förlänga tiden som det penetrativa samlaget kan pågå; en biologisk fördel för hanen kan vara att honan inte kan bli befruktad av en annan hane innan hans spermier hunnit befrukta ägget. Denna hypotes sammanfaller med undersökningens upptäckt att arter där konkurrensen om honorna är större också har längre penisben.
Resultaten från den brittiska undersökningen 2016 hittade samband mellan förekomsten av penisben och längre penetrerande samlag (längre än tre minuter). Längre tid för penetrationen sammanföll också med ett längre penisben.
Frånvaron av penisben hos arten människa menar forskarna beror på att vi helt enkelt inte ingår i kategorin arter med längre penetrativt sex. Medeltiden från penetration till utlösning hos en man är knappt två minuter (oavsett vad pornografiska scener vill få oss att tro). Penetrationen hos bonobo varar dock endast 15 sekunder, och den arten har ett penisben (om än bara åtta millimeter långt). Forskarna trodde att detta beror på olika parningsstrategier hos de båda arterna, där människor i regel inte parar sig med olika individer med korta mellanrum. Man framkastade idén om att människosläktet förlorade sitt penisben när monogami blev standard, vilket ska ha skett när Homo erectus utvecklades för 1,9 miljoner år sedan.

## Kvinnlig motsvarighet
Den manliga penisbenet motsvaras hos honor av klitorisbenet. Detta ben finns bland annat hos halvapor.